# コンスタンティノス4世

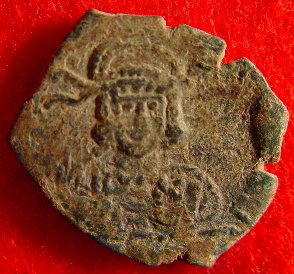
コンスタンティノス4世が印された硬貨

コンスタンティノス4世（ギリシア語：Κωνσταντίνος Δʹ, Kōnstantinos IV、650年頃 - 685年9月14日）は、東ローマ帝国ヘラクレイオス王朝の皇帝（在位：668年 - 685年）。コンスタンス2世の長男。「ポゴナトス（髭の）」というあだ名が付けられることがあるが、これは父コンスタンス2世のものが、戦乱による記録の混乱で息子のあだ名と混同してしまったものである。

## 生涯
654年4月に父・コンスタンス2世によって共同皇帝に任じられる。661年にコンスタンス2世がシチリア島に向かってコンスタンティノポリスを出発した時、コンスタンティノス4世や彼の弟たちは元老院などの反対によってコンスタンティノポリスに留まった。668年にコンスタンス2世が暗殺され、シチリア島でミジジオスが皇帝を名乗ったため、コンスタンティノス4世は自ら艦隊を率いてシチリア島に遠征し、反乱を鎮圧した。なおこの時コンスタンティノスはさらに西ヨーロッパに向かったとする史書もあるが、伝説であろう。また同じ頃小アジア半島でも、テマ・アルメニアコンの長官であったサボリオスがウマイヤ朝と結んで反乱を起こしたが、これも鎮圧している。
661年に内戦が終結してウマイヤ朝が成立して以来、ムアーウィヤは小アジア半島や地中海、アフリカ・プロコンスラリスで帝国領への侵入を開始していた。小アジアでは既に662年から攻撃が再開されており、669年には首都対岸のカルケドンまでイスラーム軍が進出した。イスラーム艦隊もエーゲ海を経てマルマラ海に進み、673年にはキュジコス半島を前線基地として確保した。以降674年から678年まで続いたコンスタンティノープル包囲戦では、イスラーム軍は海陸から（主に夏季に）その攻略を目指した。しかしコンスタンティノポリスを完全に包囲することが不可能だったこともあって、攻略は失敗に終わった。なおこの時に「ギリシアの火」が初めて実戦で利用されたようである。8世紀以降は東ローマ帝国軍の秘密兵器となるが、この戦いではウマイヤ朝の軍が最初にこの兵器を利用した可能性が最近指摘されている。
ムアーウィヤはその後も帝国征服の野望を捨てず、679年には再度軍を送ってロドス島を制圧した。しかしこのような長期間にわたる大作戦はウマイヤ朝にとっても大きな負担であった。680年にムアーウィヤが没すると、後継者のヤズィード1世は和約を結び、ロドス島からも撤退している。その後683年にヤズィード1世が没するとウマイヤ朝で内戦（第二次内乱）が勃発したため、イスラーム軍との戦いは沈静化した。アフリカではウマイヤ朝が670年にプロコンスラリスの内陸部にカイラワーン（ケルアン）を建設して、カルタゴを狙った。しかし683年にイスラーム軍は原住民と東ローマ帝国の連合軍に惨敗し、カイラワーンを放棄してキレナイカ地方まで撤退している。
ウマイヤ朝の脅威が減少したため、コンスタンティノス4世はその他の懸案の処理に動いた。ブルガール人のバルカン半島進出に対しては680年に自ら遠征を行った。しかしアスパルフ率いるブルガール人に敗北し、681年にブルガール人に対して、ドナウ川下流流域の領土を与え、植民も認めざるを得なくなった（第一次ブルガリア帝国）。イタリアではランゴバルド王国と680年頃に和約を結んでいる。
また680-681年にはコンスタンティノポリスで宗教会議を開催した（第3コンスタンティノポリス公会議）。彼の時代には父コンスタンス2世時代以前のようにオリエントの単性論・単意論の信者に配慮を行う必要がなくなったため、それらを断罪している。

### 共同皇帝
彼の時代、その二人の弟が共同皇帝の地位にあった。しかしコンスタンティノス4世は681年に彼らからその地位を剥奪し鼻を削いだ。また後継者のユスティニアノス2世を含む二人の息子を共同皇帝にもせず、685年に没するまでただ一人の皇帝として君臨した。